# Al Najma Sports Club
Pour les articles homonymes, voir Al Najma.
Maillots
Actualités
Le Al Najma Sports Club (en arabe : نادي النجمة الرياضي والثقافي), plus couramment abrégé en Al Najma, est un club bahreïni de football fondé en 1945 et basé à Manama, la capitale du pays.
Le Tunisien Fathi Laabidi est l'entraîneur depuis juin 2018.

## Histoire
Le club est fondé à Manama en 1945. Il dispute ses rencontres à domicile au sein du Khalifa Sports City Stadium, stade qu'il partage avec une autre formation de l'élite, Malkiya Club. Il n'a jamais obtenu de titres en championnat même s'il est un membre régulier de première division depuis la saison 2002, date de leur dernière remontée. En 2003 et 2004, le club échappe à la relégation, en s'imposant à chaque fois lors du barrage de promotion-relégation face au vice-champion de deuxième division.
Leur meilleur classement est une 3e place obtenue en 2006-2007. Cette saison-là, Najma Club remporte son premier titre national, à savoir la Coupe de Bahreïn, qu'il parvient à conserver la saison suivante. Ce succès va lui permettre de disputer à deux reprises la Supercoupe et de gagner deux nouveaux trophées.
La victoire en Coupe du Bahreïn en 2007 qualifie également la formation de Manama pour la scène continentale, à la fois en Coupe de l'AFC et en Coupe du golfe des clubs champions. Ces deux campagnes internationales se terminent toutes deux par une troisième place de leur groupe, lors de la première phase. Najma Club obtient une nouvelle qualification pour la Coupe du golfe des clubs champions lors de l'édition 2008, après avoir perdu en finale de la Coupe, puis de la Supercoupe. Une fois encore, le parcours s'achève prématurément dès le premier tour.
À l'issue de la saison 2013-2014, le club doit encore jouer sa place parmi l'élite lors d'un barrage de promotion-relégation. Cette fois-ci, les joueurs de Najma ne parviennent pas à s'imposer face à Bahrain Club, équipe de deuxième division et sont donc relégués, pour la première fois depuis 12 ans.
Parmi les joueurs renommés ayant porté les couleurs du club, on trouve plusieurs internationaux comme l'international bahreïni d'origine nigériane Abdulla Baba Fatadi, le Syrien Hani Al Taiar ou le Tunisien Lamjed Chehoudi.

## Palmarès
| Compétitions nationales |
| --- |
| - Coupe de Bahreïn (3) - Vainqueur : 2006, 2007, 2018 - Finaliste : 1978, 2008 - Supercoupe de Bahreïn (2) - Vainqueur : 2006, 2007 - Finaliste : 2008 |

## Handball

### Équipe actuelle
Équipe pour la saison 2022-23
| Gardiens - 1 Husain Mahfoodh - 21 Mohamed Abdulhusain - 23 Ali Anwar Ailiers gauches - 09 Hasan Al-Samahiji - 89 Mahdi Saad Ailiers droits - 18 Ahmed Jalal - 27 Bilal Basham Joueurs de ligne - 3 Ali Eid - 19 Mohamed Merza - 28 Abdulla Abdulkarim - 29 Ali Sayed Shubbar - 33 Ali Ali Fuad - 88 Al-Fardan Hassan | Arrières gauches - 13 Khaled Mohamed - 66 Mahfoodh Komail - 77 Ali Merza - 78 Ali Abdulqader Défenseurs centraux - 095 Mohamed Mohamed - 099 Husain Al-Sayyad (c) Dos droit - 8 Hassan Mirza - 11 Neven Stjepanovic - 15 Mohamed Abdulredha - 93 Mohamed Habib |